# Spending My Time
"Spending My Time" é uma canção do grupo pop rock sueco Roxette. É a quinta faixa e quarto single do álbum Joyride (1991), sendo lançada em 30 de outubro de 1991. Foi escrita por Per Gessle e Mats Persson, e produzida por Clarence Öfwerman. 

## Recepção da crítica
A revista Billboard descreveu a canção como uma "balada pop rock, com pegada acústica", observando também que a "melodia memorável e o vocal gutural por parte de Marie Fredriksson são os verdadeiros destaques da faixa". Dave Sholin, do Gavin Report, escreveu: "Em um mundo entre as melhores 40 músicas pop, Per e Marie podem ser considerados uma iguaria. Não importa o ritmo, todas as suas músicas contêm melodias que conquistam os ouvintes imediatamente. Escutar este último lançamento facilita entender por que eles estabeleceram um número tão grande e fiel de seguidores internacionais". O editor do AllMusic, Bryan Buss, em sua avaliação ao álbum, chamou a canção de  "desesperança silenciosa".

## Presença em "Perigosas Peruas" (1992)
Spending my Time entrou para a trilha sonora internacional da novela "Perigosas Peruas", exibida no ano de 1992 pela TV Globo, as 19 horas. Na trama de Carlos Lombardi, a canção da dupla foi tema da personagem "Cidinha", interpretada por Vera Fischer.

## Lista de faixas
- CD single[5]

1. "Spending My Time" – 4:39
2. "The Sweet Hello, the Sad Goodbye" – 4:49
3. "Spending My Time" (Electric Dance Remix) – 5:27
4. "Spending My Time" (Electric Dance Remix/Instrumental) – 5:27

- Fita cassete[6]

1. "Spending My Time" – 4:39
2. "The Sweet Hello, the Sad Goodbye" – 4:49

## Paradas musicais
| País/Parada (1991–92)                         | Melhor posição |
| --------------------------------------------- | -------------- |
| Austrália (ARIA)                              | 16             |
| Áustria (Ö3 Austria Top 75)                   | 16             |
| Bélgica (Ultratop 50 de Flandres)             | 11             |
| Canadá (RPM Top Singles)                      | 9              |
| Canadá (RPM Adult Contemporary)               | 10             |
| Europa (European Hot 100 Singles)             | 16             |
| Finlândia (Suomen virallinen lista)           | 18             |
| Alemanha (Offizielle Deutsche Charts)         | 9              |
| Irlanda (IRMA)                                | 23             |
| Itália (Musica e dischi)                      | 7              |
| Países Baixos (Dutch Top 40)                  | 29             |
| Países Baixos (Single Top 100)                | 26             |
| Nova Zelândia (Recorded Music NZ)             | 31             |
| Polônia (LP3)                                 | 7              |
| Espanha (AFYVE)                               | 34             |
| Suécia (Sverigetopplistan)                    | 11             |
| Suíça (Schweizer Hitparade)                   | 15             |
| Reino Unido (UK Singles Chart)                | 22             |
| Estados Unidos (Billboard Hot 100)            | 32             |
| Estados Unidos (Billboard Adult Contemporary) | 20             |